# سفارة السويد في كندا
سفارة السويد في كندا هي أرفع تمثيل دبلوماسي لدولة السويد لدى كندا. تقع السفارة في وهي تهدف لتعزيز المصالح السويدية في كندا.

## وصلات خارجية
- قائمة سفارات السويد
- قائمة السفارات في كندا